# Autasasinofilia

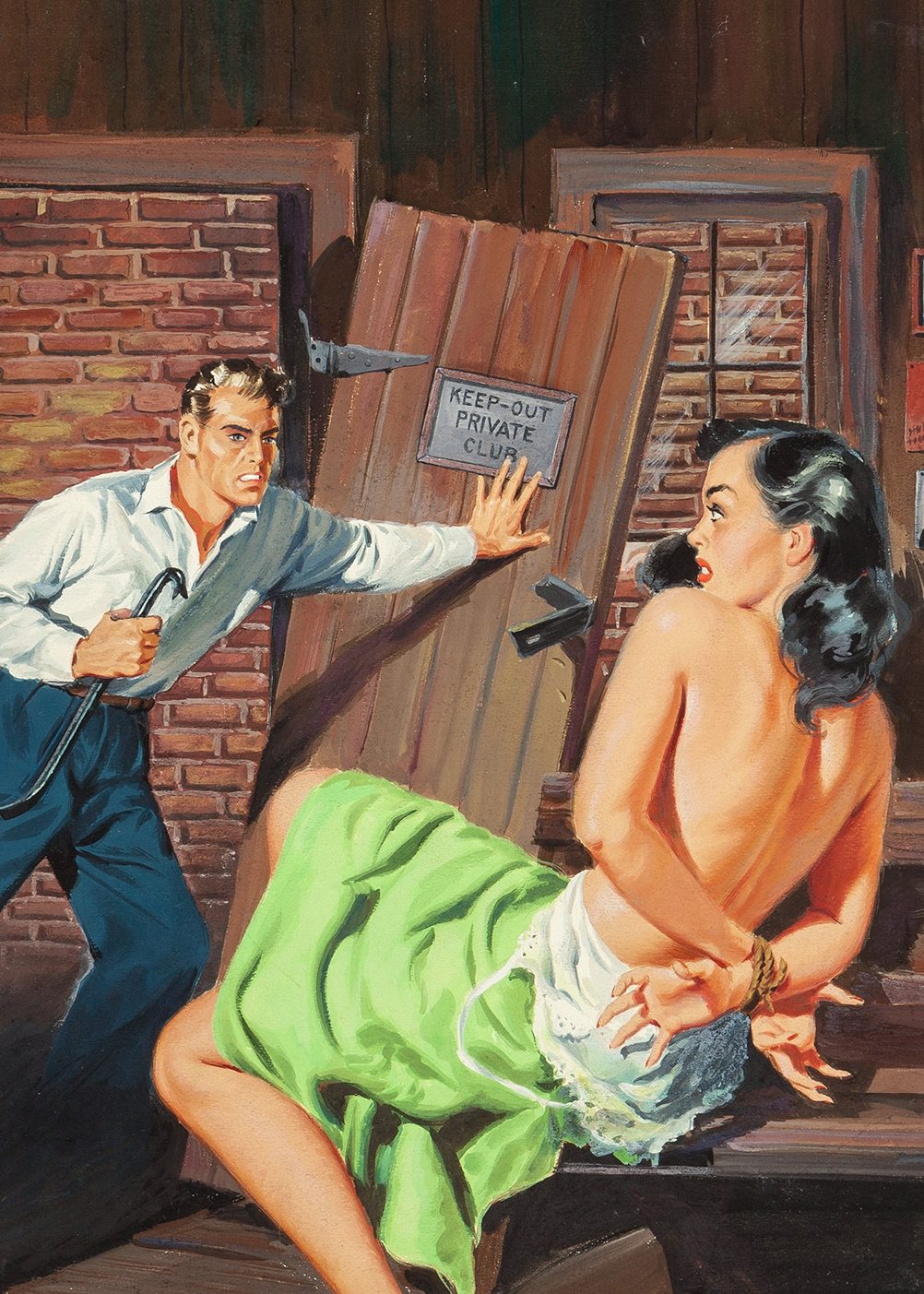
Algunas revistas de historietas de acción, tales como esta publicada en 1957, solían mostrar en sus portadas a mujeres excitadas por el peligro al que se estaban enfrentando.

La formal y técnicamente denominada autasasinofilia es una parafilia mediante la cual una persona es sexualmente excitada ante el eventual peligro de ser asesinada. Este inusual fetiche sexual se puede llegar a solapar con otras fantasías relacionadas que pueden llegar a poner en riesgo la propia vida, los cuales involucran la asfixia o el ahogamiento. Otras parafilias que son potencialmente letales son la hibristofilia y la cremastistofilia.